# Dörzbach
Dörzbach (đông Franconia: Därzbach) là một thị xã nằm ở thung lũng bên bờ sông Jagst, thuộc huyện Hohenlohe, bang Baden-Württemberg, trung nam nước Đức.